# Je ne suis pas un ange (film, 1933)
Pour plus de détails, voir Fiche technique et Distribution.

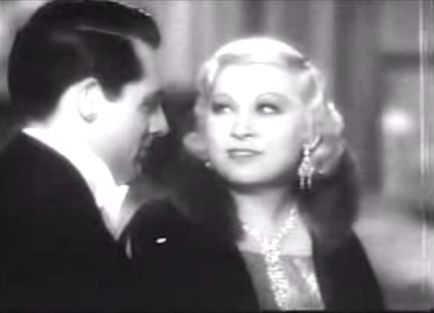
Cary Grant et Mae West

Je ne suis pas un ange (I'm No Angel) est un film américain réalisé par Wesley Ruggles et sorti en 1933.

## Synopsis
Tira est danseuse et dompteuse dans un cirque, et reçoit dans sa chambre des hommes dont elle collectionne les cadeaux. Un horoscope lui ayant prédit qu'elle rencontrerait un homme riche, elle courtise ceux qui viennent la voir à la fin du spectacle. L'un d'eux tombe amoureux d'elle.

## Fiche technique
- Titre : Je ne suis pas un ange
- Titre original : I'm No Angel
- Réalisation : Wesley Ruggles
- Scénario : Mae West et Lowell Brentano d'après une histoire de Mae West
- Dialogues : Mae West
- Production : William LeBaron
- Société de production et de distribution : Paramount Pictures
- Photographie : Leo Tover
- Montage : Otho Lovering
- Musique : Howard Jackson, Rudolph G. Kopp, John Leipold et Heinz Roemheld
- Décor : Hans Dreier et Bernard Herzbrun
- Pays d'origine :  États-Unis
- Format : Noir et blanc - 35 mm - 1,37:1 - Son : Mono (Western Electric Noiseless Recording)
- Genre : film musical
- Durée : 87 minutes
- Dates de sortie :
  - États-Unis : 6 octobre 1933
  - France : 21 décembre 1933

## Distribution
- Mae West : Tira
- Cary Grant : Jack Clayton
- Gregory Ratoff : Benny Pinkowitz
- Edward Arnold : Big Bill Barton
- Ralf Harolde : Slick Wiley
- Kent Taylor : Kirk Lawrence
- Gertrude Michael : Alicia Hatton
- Russell Hopton : 'Flea' Madigan
- Hattie McDaniel : La bonne de Tira
- Dorothy Peterson : Thelma
- Gertrude Howard : Beulah Thorndike

Acteurs non crédités
- Nat Pendleton : Harry
- Walter Walker : un juge